# Zamek Merlieu
Zamek de Merlieu – francuski zamek wzniesiony w XIII wieku. Przebudowany w XVI, XVII i XVIII wieku. Od 2003 roku posiada status zabytku, w kategorii Patrimoine architectural (Mérimée).

## Lokalizacja
Zamek zlokalizowany jest przy 1443 Rte de Montrond w miejscowości Savigneux, w departamencie Loara, w regionie Owernia-Rodan-Alpy.

## Historia
Pierwsze informacje o zamku pochodzą z XIII wieku. Należał do rodziny rodzin Piney, następnie Barges, Puy du Périer, wreszcie Meaux pod koniec XVIII wieku. Zamek jest przedstawiony na mapie Cassiniego (2. połowa XVIII wieku). Przebudowany w XVI, XVII i XVIII wieku. 
Najstarszą częścią zabudowy jest wieża schodowa zlokalizowana w południowo–zachodnim narożniku dziedzińca (okna z XV lub XVI w.) wraz z budynkiem głównym. Skrzydło północne pochodzi z XVII wieku; skrzydło południowe zostało odbudowane z gruzu granitowego po pożarze w XVIII wieku. Na elewacjach kilka obramowań z sztukateriami z XV lub XVI wieku. Przebudowano także XV-wieczny portal poprzedzający dziedziniec zamkowy. W czasie rewolucji majątek należał do Camille de Meaux, zwanego kawalerem de Merlieu, rozstrzelanego w Lyonie w 1793 r. Majątek odzyskali jego spadkobiercy: w pierwszej ćwierci XIX w. właścicielem był Régis de Meaux. Zamek przebudowano w I połowie XIX w. Kiedy Régis de Meaux zmarł bez bezpośredniego spadkobiercy w 1866 roku, majątek Merlieux przeszedł w ręceCamille'a de Meaux. Camille de Meaux, poseł, senator i minister w rządzie de Broglie, mąż Élisabeth de Montalembert, zgromadził w drugiej połowie XIX wieku majątek kilku gałęzi rodu (m.in. zamek Quérézieux, w którym rezydował). Nazywany „oświeconym patronem rolnictwa”, interesował się unowocześnianiem rolnictwa. Kiedy zmarł w 1907 r., podzielono jego majątek; Merlieux przechodzi na najstarszego syna Karola, następnie jego córka Marie-Pierre poślubia Rouillé d'Orfeuil. W 1974 r. majątek liczył w gminie jeszcze 193 ha.

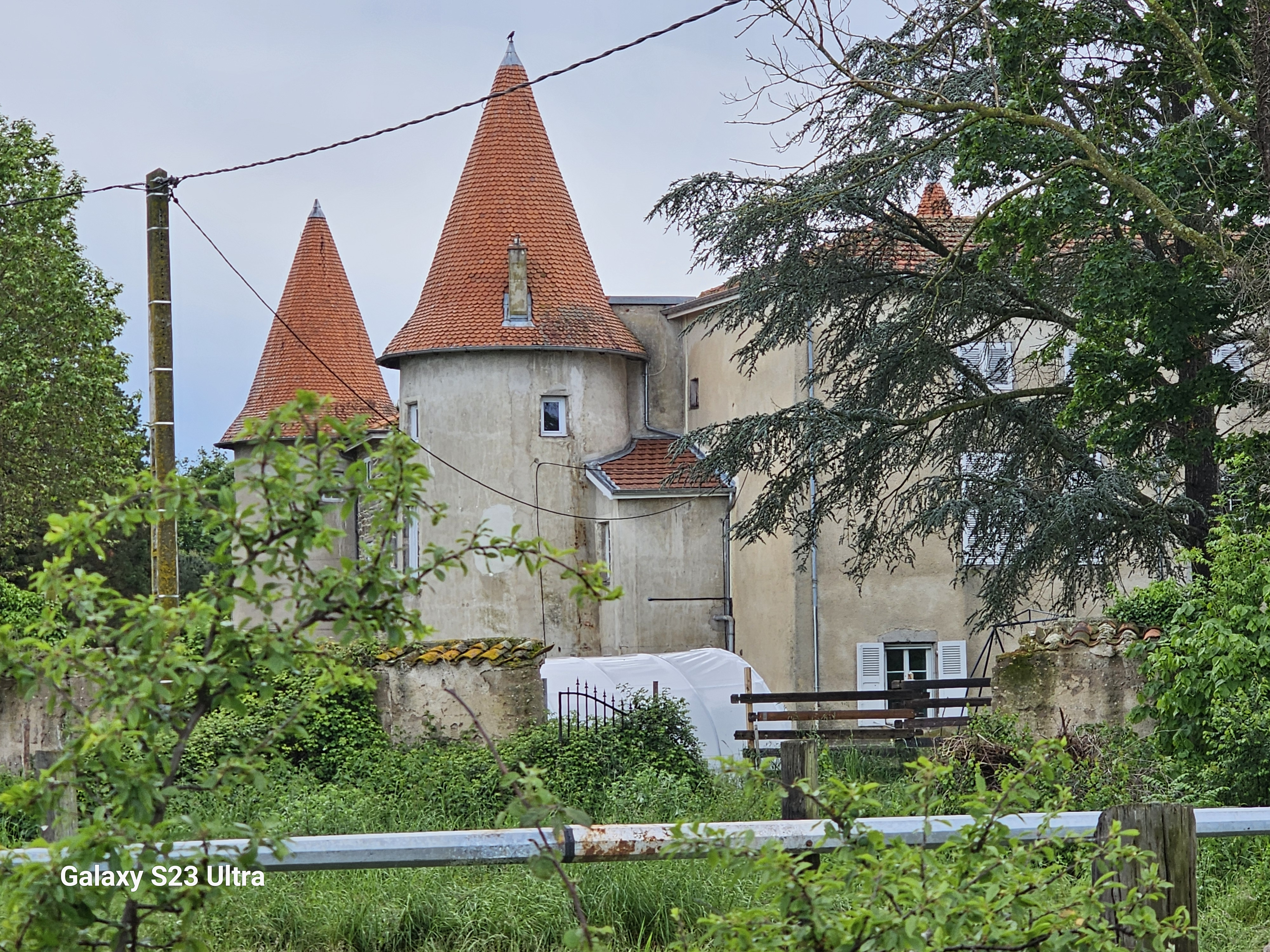
Zamek de Merlieu

## Opis
Zamek zbudowano na planie litery U, z trzema głównymi budynkami o trzech poziomach (parter, piętro i dodatkowo poddasze) oraz piwnicą. W południowo-zachodnim narożniku dziedzińca jest wieża ze krętymi schodami. Skrzydła północne i południowe mają wieżyczki wszczepione w zewnętrzny narożnik. Do skrzydła północnego miała prowadzić klatka schodowa (prosta). Budynek wykonany jest z powlekanej cegły adobe, z częściami z kamienia granitowego. Ościeżnice otworów wykonane są z granitu. Zamek otoczony jest dużym, ogrodzonym parkiem, od południa przylegająca do drogi Montbrison–Lyon z kontrolowanym dojazdem na osi zamku (pirsy o przekroju kwadratowym z formowanymi kapitelami podtrzymującymi wazony żeliwne, liśćmi z żeliwa i kutego żelaza, z solidną częścią dolną i prętami zakończonymi grotem włóczni), po minięciu pierwszego dziedzińca, na północ od przed dziedzińcem zamku zbudowano lodownię, murowaną z kamienia granitowego, utworzoną przez sklepiony korytarz otwarty od północy, prowadzący do studni) o średnicy około 4 m, sklepionej kopułą, głębokość około 6 m.